# Tandilia crassipuncta
Tandilia crassipuncta là một loài bướm đêm trong họ Noctuidae.